# Hippomonavella pellucidula
Hippomonavella pellucidula is een mosdiertjessoort uit de familie van de Bitectiporidae. De wetenschappelijke naam van de soort is voor het eerst geldig gepubliceerd in 1991 door Hayward & Ryland.